# 一分加踢
在美式足球和加拿大式足球中，一份加踢（extra point，point after touchdown，或是PAT）是在达阵得分后可选的两种追加得分方式之一。此得分方式为按照正常射门方式进行合法射门，射门成功即可在原有达阵6分的基础上再加一分，即此次进攻共得7分。
如果进攻球队需要更多的分数，那么一般会选择两分转换而不是一份加踢。